# Frozenbyte
Frozenbyte Inc. é uma empresa finlandesa de desenvolvimento de jogos eletrônicos fundada em 2001; e com sede em Helsinque, Finlândia. A empresa agora cresceu para um time profissional de quase 20 membros, com seu primeiro título comercial sendo Shadowgrounds para Microsoft Windows. Ambos Shadowgrounds e sua sequência, Shadowgrounds Survivor, foram relançados para Linux em 2009, pela IGIOS e distribuído pela Linux Game Publishing.
A terceira edição do Humble Indie Bundle começou em 12 de abril de 2011, intitulado Humble Frozenbyte Bundle; e trouxe cinco jogos da Fronzenbyte: Trine, Shadowgrounds e Shadowgrounds Survivor, para Windows, Mac OS X e Linux; uma versão executável e o código-fonte de um jogo incompleto chamado Jack Claw; e um vale para futuramente receber outro jogo inacabado da empresa, Splot. Ao fim de 22 de abril do mesmo ano, o Bundle ultrapassou $700.000 em dinheiro arrecadado. A maior parte do dinheiro foi destinada às horas finais de desenvolvimento de Trine 2.
Em setembro de 2012, a Fronzenbyte lançou um DLC para Trine 2, chamado Goblin Menace.

## Jogos desenvolvidos
- Shadowgrounds — (2005)
- Shadowgrounds Survivor — (2007)
- Trine — (2009)
- Trine 2 — (2011)
- Splot — (2013)[5]
- Trine 3 — (2015)
- Trine 4 — (2019)